# Sistema Verdes Mares
O Sistema Verdes Mares (também conhecido pela sigla SVM) é um conglomerado de mídia brasileiro sediado em Fortaleza, capital do estado do Ceará. Subsidiário do Grupo Edson Queiroz, tem seu início em 1962 com a compra da Rádio Verdes Mares pelo industrial Edson Queiroz, seguida pela inauguração da TV Verdes Mares em 1970. Desde então outros lançamentos e aquisições de veículos no Ceará e pelo Brasil foram feitos pelas décadas seguintes, tendo hoje emissoras de rádio e televisão e portais de notícias.

## História
A história do Sistema Verdes Mares tem início em julho de 1962, quando o industrial cearense Edson Queiroz, acionista da Rádio Verdes Mares de Fortaleza, adquiriu o controle da emissora, inaugurada como propriedade dos Diários Associados em 1956, chegando no ano seguinte a transferir sua sede para o prédio de sua empresa Norte Gás Butano. Em julho de 1965 Queiroz solicitou ao governo brasileiro a outorga de um canal de televisão em Fortaleza, sendo autorizada a concessão do canal 10 VHF, anteriormente requerida pelo deputado federal pelo Ceará Moisés Pimentel, então proprietário da Rádio Dragão do Mar, mas que foi revogada quando ele teve seus direitos políticos cassados no contexto do golpe de Estado no Brasil em 1964. O canal serviria para a transmissão da TV Verdes Mares, inaugurada em 1970, que depois se afiliaria à TV Globo. Nesta época Queiroz também detinha o jornal Tribuna do Ceará. Com a expansão do sistema um prédio foi construído para a instalação de seus veículos no bairro Dionísio Torres, onde está até hoje. Em 1976 foi lançada a Rádio Verdes Mares FM, primeira emissora em frequência modulada de Fortaleza, que em 1986 mudou sua identificação para FM 93.
Em 1981 entrou em circulação em Fortaleza o jornal Diário do Nordeste. Em 1982, com a morte de Edson Queiroz em um acidente aéreo sua esposa Yolanda Queiroz assumiu o controle do Sistema Verdes Mares e de todo o Grupo Edson Queiroz, no qual esteve até seu falecimento, em 2016. No mesmo ano o SVM adquiriu duas emissoras de rádio dos Diários Associados fora do Ceará: a Rádio Tamandaré, do Recife, que foi vendida em 2002, e a Rádio Tamoio, do Rio de Janeiro. Também foi comprada, em 1984, a Recife FM. Em 1998 foi inaugurada em Fortaleza a TV Diário, emissora com programação integralmente local, tendo sido aquisição da outorga do canal 22 UHF, antes pertencente a uma estação comunitária. A TV Diário passou por uma expansão durante os anos 2000 através da retransmissão nacional via satélite de seu sinal, que terminou codificado em 2009 por determinação da TV Globo devido à concorrência entre ambas pelo país. Ainda em 1998 o SVM lançou o Jornal da Rua, periódico voltado às classes C e D, em disputa direta com o Hoje, lançado pelo jornal O Povo.
Em 2009 o Sistema Verdes Mares lançou o jornal Tamoio Notícias, inspirado na Rádio Tamoio e destinado à comunidade nordestina presente no Rio de Janeiro, e a TV Verdes Mares Cariri, para atender ao público da região sul do Ceará, que até então recebia o sinal da emissora principal de Fortaleza. Em junho de 2011 foi criada a versão cearense do portal G1, do Grupo Globo. Também na década de 2010 o SVM adquiriu a Rádio Cetama, de Barbalha, e a Rádio Caiçara, de Sobral, integradas à rede estadual da Rádio Verdes Mares em 2012 e 2014, respectivamente. Em 2018 o sistema inaugurou uma redação integrada que uniu os setores de jornalismo de todos os seus veículos. Em 2021, com o baixo número de exemplares distribuídos, o Diário do Nordeste deixou de ser impresso e passou a ter suas notícias publicadas apenas pela Internet, e no ano seguinte formou uma sinergia com os setores de jornalismo da Rádio Verdes Mares e da TV Diário, cujas programações são transmitidas simultaneamente.
Desde 2019 a cúpula do Sistema Verdes Mares tem como diretor superintendente Ruy do Ceará Filho, que assumiu o cargo em substituição a Edson Queiroz Neto, numa transição da gestão familiar para externa do Grupo Edson Queiroz.

## Empresas
| Serviço   | Veículo                | Local             |
| --------- | ---------------------- | ----------------- |
| Rádio     | FM 93                  | Fortaleza         |
| Rádio     | Rádio Tamoio           | Rio de Janeiro    |
| Rádio     | Recife FM              | Recife            |
| Rádio     | Verdinha FM            | Fortaleza         |
| Rádio     | Verdinha FM            | Barbalha          |
| Rádio     | Verdinha FM            | Sobral            |
| Televisão | TV Diário              | Fortaleza         |
| Televisão | TV Verdes Mares        | Fortaleza         |
| Televisão | TV Verdes Mares Cariri | Juazeiro do Norte |
| Internet  | Diário do Nordeste     | Fortaleza         |
| Internet  | G1 Ceará               | Fortaleza         |
| Internet  | GE Ceará               | Fortaleza         |

| Serviço  | Veículo            | Local          |
| -------- | ------------------ | -------------- |
| Impresso | Diário do Nordeste | Fortaleza      |
| Impresso | Jornal da Rua      | Fortaleza      |
| Impresso | Gente              | Rio de Janeiro |
| Impresso | Siará              | Fortaleza      |
| Impresso | Tamoio Notícias    | Rio de Janeiro |
| Impresso | Tribuna do Ceará   | Fortaleza      |
| Rádio    | Rádio Tamandaré    | Recife         |